# 缺盆穴
缺盆穴是属于足陽明胃經的腧穴。

## 定位
鎖骨上窩中央，距前正中線4寸。

## 主治
咳嗽、氣喘、咽喉腫痛、瘰癧、聲音沙啞、通鼻竅等。

## 操作
直刺0.3～0.5寸；可灸。